# معركة أنف عاذ
معركة أنف عاذ او يوم المطاحل هي معركة وقعت بين بنو سليم وبين هذيل في منطقة أنف عاذ بين مكة المكرمة والمدينة المنورة بالقرب من الخرماء.

## الأحداث
ذكر أبو سعيد السكري عن الجمحي قال خرج المعترض بن حبواء السلمي أحد سادات بنو سليم لقتال هذيل، ودليلهم سادن العزى دبيه السلمي وكان اخواله من هذيل فدلهم على بطن من هذيل يقال لهم بنو قرد بن معاوية في ديارهم بأنف عاذ وكان جيش سليم حينها مائتان شخص يمتطون الحمير فلما وصل دليل بنو سليم الى هذيل قالوا له يا ابن اختنا وهل تخشى علينا من قومك ؟ قال معاذ الله فصدقوه ثم قام كل رجل الى بيته يحمل سيفا وقوس فرجع دليل بنو سليم اليهم واخبرهم بدخول القوم الى منازلهم فأتى مائة من جيش بنو سليم فدخلوا بيت رجلا واحدا فقتلوه فخرجوا هذيل من بيوتهم يحملون سيوفهم فلحقوا بجيش بنو سليم وقتلوا منهم حتى لم يبقى من بنو سليم الا ستون رجلا فقط فقال المعترض بن حبواء السلمي وهو يهرب:

فلحق به رجل من هذيل اسمه عبد مناف بن ربع الجربي الهذلي فعلاه بالسيف وقتل المعترض وقتلوا معه دبيه السلمي دليل بنو سليم على هذيل وقال:

## ذكرها في الأشعار
- قال عبد مناف الجربي الهذلي:

- قال مليح بن الحكم:[7]

- قال رافع بن عبد الله الهذلي من شعراء أبو علي الهجري:[8]